# Gorgoroth
A Gorgoroth egy norvég black metal együttes Bergenből. 1992-ben alapította Infernus (ő az egyetlen tag, aki az alapítás óta folyamatos tagja a zenekarnak). Eddig kilenc stúdióalbumot adtak ki. A zenekar nevét J. R. R. Tolkien művéből, a Gyűrűk Urából vették, a Gorgoroth ott Mordor északnyugati részén lévő széles, sötét, elhagyatott fennsík volt.

## Tagok
| - Infernus – gitár (1992–napjainkig) - Bøddel – basszusgitár (2007–napjainkig) - Tomas Asklund – dobok (2007–napjainkig) - Atterigner – ének (2012–napjainkig) | - Vyl – dobok (2009–napjainkig) - Skyggen – gitár (2009–napjainkig) - Kesh – basszusgitár (2011–napjainkig) - Guh.Lu – basszusgitár (2012–napjainkig) - Hoest – ének (2012–napjainkig) |

## Diszkográfia

### Stúdióalbumok
- Pentagram (1994)
- Antichrist (1996)
- Under the Sigh of Hell (1997)
- Destroyer (1998)
- Incipit Satan (2000)
- Twilight of the Idols (2003)
- Ad Majorem Sathanas Gloriam (2006)
- Quantos Possunt ad Satanitatem Trahunt (2009)
- Under the Sigh of Hell (remake) (2011)
- Instinctus Bestialis (2015)

### Koncertalbumok
- The Last Tormentor (1996)
- Bergen 1996 (2007)
- Black Mass Krakow 2004 (2008)
- True Norwegian Black Metal – Live in Grieghallen (2008)

### Demók és promóciók
- A Sorcery Written in Blood (1993)
- Promo '94 (1994)

## Fordítás
- Ez a szócikk részben vagy egészben a Gorgoroth című angol Wikipédia-szócikk ezen változatának fordításán alapul.  Az eredeti cikk szerkesztőit annak laptörténete sorolja fel. Ez a jelzés csupán a megfogalmazás eredetét és a szerzői jogokat jelzi, nem szolgál a cikkben szereplő információk forrásmegjelöléseként.
- Ez a szócikk részben vagy egészben a Gorgoroth_discography című angol Wikipédia-szócikk ezen változatának fordításán alapul.  Az eredeti cikk szerkesztőit annak laptörténete sorolja fel. Ez a jelzés csupán a megfogalmazás eredetét és a szerzői jogokat jelzi, nem szolgál a cikkben szereplő információk forrásmegjelöléseként.